# Bújj, bújj, szellem! (anime)
A Bújj, bújj, szellem! (学校の怪談; Gakkó no kaidan; Hepburn: Gakkō no kaidan) húszrészes animesorozat, amelyet 2000-ben készített a Studio Pierrot és az Aniplex a Fuji TV számára. Az anime cselekménye Cunemicu Tóru könyvsorozatán alapul, a sorozatot Abe Norijuki rendezte.
A történet Japánban játszódik, egy Tokióhoz közeli kisvárosban, ahol természetfeletti dolgok történnek. A kisváros iskolájában állítólag kísértetek tanyáznak.
Észak-Amerikában a sorozat jogait az ADV Films szerezte meg, az angol nyelvű szinkronban az eredeti szöveget humoros tartalmúra cserélték. Ezt a változatot Észak-Amerikában az Anime Network vetítette Ghost Stories címmel. Latin-Amerikában a Cartoon Network vetítette, Kelet- és Délkelet-Ázsiában pedig egy vágatlan, újraszinkronizált angol nyelvű változat került adásba Ghosts at School címen.
Magyarországon az A+ mutatta be az RTL Klub által készíttetett magyar szinkronnal 2005. október 15. és 2005. december 18. között, később a csatorna átalakítását követően az Animaxon is látható volt. Négy DVD-n is megjelent az RTL tulajdonában álló Klub Publishing kiadásában, minden DVD-n öt résszel. A sorozat egyformán 16-os korhatár-besorolást kapott az A+ adásán és a DVD-kiadáson is. A magyar rajongók számára ADV által forgalmazott vegyes változat jutott el eredeti szinkronnal és angol szövegkönyvvel, ami angol stábfeliratokat tartalmaz. Viszont egyéb érdekességként ismeretlen hibából eredően az epizódok opening-jei váltakoznak az angol és az eredeti japán verziók között. Ezzel kapcsolatosan pedig az angol felirathoz illeszkedve a magyar narráció sem készült el az összes részhez, ami utólag még a DVD-kiadáshoz sem kapott javítást. Ezért a DVD-kiadás valójában egyben az angol címet is megkapta és így hivatalosan "Ghost Stories: Bújj, bújj, szellem!" megjelöléssel került forgalomba.

## Történet
Szacuki és kistestvére, Keiicsiró, egy költözés miatt kénytelen iskolát váltani. A váltás azonban nem tűnik a legígéretesebbnek: az iskola régi épületében és környékén hemzsegnek a dühös szellemek. A bejáratnál két fiú várja őket, hogy figyelmeztessék: oda nem ajánlatos belépni. A két fiú Szacukiék szomszédja, Hadzsime és barátja, a megszállott „szellemkutató” Reo. Feltűnik még egy végzős lány is, Momoko. Az öt gyerek mindössze Szacuki elhunyt édesanyjának naplójára támaszkodhat, amelyet még fiatal korában írt, és szinte az összes szellem lenyugtatásának módját tartalmazza. Első alkalommal Szacuki összetűzésbe kerül Amanodzsakuval, akit Szacuki macskájába, Kajába (magyar szinkronban Maja) zárnak el. Bár kezdetben Amanodzsaku nem kíván segíteni, később kénytelen együttműködni a sorra előbukkanó veszedelmes szellemek elűzésében.

## Szereplők
- Mijanosita Szacuki (宮ノ下 さつき; Hepburn: Satsuki Miyanoshita?): a sorozat bátor és határozott főszereplője. Édesanyja nyomdokaiba lépve, az általa ráhagyott Szellemnapló segítségével veszi fel a harcot a szellemekkel.

Az eredeti animében hangját kölcsönző szeijú Kavakami Tomoko, angol szinkronhangja Hilary Haag, a magyar változatában Dögei Éva hangján szólal meg.
- Koigakubo Momoko (恋ヶ窪 桃子; Hepburn: Momoko Koigakubo?): egy hatodik osztályos tanuló és Szacuki legjobb barátnője.

Az eredeti animében hangját kölcsönző szeijú Szakuma Kumi, angol szinkronhangja Monica Rial, a magyar változatában Molnár Ilona hangján szólal meg.
- Aojama Hadzsime (青山 ハジメ; Hepburn: Hajime Aoyama?): Szacuki szomszédja és egyben osztálytársa is. Igyekszik mindig bátornak mutatkozni.

Az eredeti animében hangját kölcsönző szeijú Honda Takako, angol szinkronhangja Chris Patton, a magyar változatában Pálmai Szabolcs hangján szólal meg.
- Kakinoki Reo (柿木 レオ; Hepburn: Reo Kakinoki?): Hadzsime legjobb barátja. A kis csapat legokosabb tagja, megszállott „szellemkutató”.

Az eredeti animében hangját kölcsönző szeijú Cumura Makoto, angol szinkronhangja Greg Ayres, a magyar változatában Molnár Levente hangján szólal meg.
- Mijanosita Keiicsiró (宮ノ下 敬一郎; Hepburn: Keiichirō Miyanoshita?): Szacuki öccse, s a csapat legfiatalabb tagja (még csak 7 éves).

Az eredeti animében hangját kölcsönző szeijú Mamija Kurumi, angol szinkronhangja Christine M. Auten, a magyar változatában Seszták Szabolcs hangján szólal meg.
- Amanodzsaku (天の邪鬼; Hepburn: Amanojaku?) / Kaja (a magyar változatban Maya): Amanodzsaku egy nagy erejű szellem, aki akarata ellenére Szacuki macskájában tanyázik. A sorozat folyamán többször kisegíti a gyerekeket a bajból.

Az eredeti animében hangját kölcsönző szeijú Nakao Rjúszei, angol szinkronhangja Rob Mungle, a magyar változatában Holl Nándor hangján szólal meg.
- Mijanosita Reiicsiró (宮ノ下 礼一郎; Hepburn: Reiichirō Miyanoshita?): Szacuki és Keiicsiró apja.

Az eredeti animében hangját kölcsönző szeijú Murozono Takehiro, angol szinkronhangja Illich Guardiola, a magyar változatában Seder Gábor hangján szólal meg.
- Mijanosita Kajako (宮ノ下 佳耶子; Hepburn: Kayako Miyanoshita?): Szacuki és Keiicsiró halott édesanyja. Fiatal korában ördögűző volt, ő írta Szellemnaplót. Momokón keresztül többször is segít Szacukinak.

Az eredeti animében hangját kölcsönző szeijú Micuisi Kotono, angol szinkronhangja Marcy Bannor, a magyar változatában Mics Ildikó hangján szólal meg.

## Zene
Az anime egy nyitó- és egy zárótémával rendelkezik. A nyitótéma a Hysteric Blue Grow Up című száma, míg a zárótéma a Cascade Sexy, Sexy, című dala. A sorozat zenéjét Vada Kaoru szerezte.

## Epizódlista
| #  | Epizód címe | Első japán sugárzás | Első magyar (A+) sugárzás |
| -- | --- | ------------------- | ------------------------- |
| 1  | Szellemek iskolája Konja rei tacsi ga jomigaeru! Amanodzsaku (今夜霊達が甦る! 天の邪鬼; Hepburn: Konya rei tachi ga yomigaeru! Amanojaku)                            | 2000. október 22.   | 2005. október 15.         |
| 2  | Nyughatatlan szellemek Toilet kara tekubi ga... Akagami Ao kami (トイレから手首が･･･ 赤紙青紙; Toire kara tekubi ga... Akagami Ao kami)                              | 2000. október 29.   | 2005. október 16.         |
| 3  | Kísértet a lépcsőkön Kaien! Noroi no gakugeikai Kutabe!! (開演! 呪いの学芸会くたべ!)                                                                                 | 2000. november 12.  | 2005. október 22.         |
| 4  | A zongora szelleme Sisa karano csinkonka Elise (死者からの鎮魂歌 エリーゼ; Sisa karano csinkonka Erize; Hepburn: Shisha karano chinkonka Erize)                      | 2000. november 19.  | 2005. október 23.         |
| 5  | A sprinter Csi nura reta taiikuszai Datto!! (血塗られた体育祭 だっと!!; Hepburn: Chi nura reta taiikusai Datto!!)                                                    | 2000. november 26.  | 2005. október 29.         |
| 6  | Sose maradj egyedül! Tobira vo szaku akuma no te szangeki no joru (扉を裂く悪魔の手 惨劇の夜; Hepburn: Tobira wo saku akuma no te sangeki no yoru)                   | 2000. december 3.   | 2005. október 30.         |
| 7  | Tükörszellemek Kagami ni nuszuma reta tamasii!! Ucusimi (鏡に盗まれた魂!! うつしみ; Hepburn: Kagami ni nusuma reta tamashii!! Utsushimi)                             | 2000. december 10.  | 2005. november 5.         |
| 8  | Holtak honlapja Dzsigoku heto cuduku kairo Jomi no oni (地獄へと続く回路 黄泉の鬼; Hepburn: Jigoku heto tsuduku kairo Yomi no oni)                                   | 2000. december 17.  | 2005. november 6.         |
| 9  | Házinyúlra nem lövünk Joru vo szamajó sitai Sirotabi (夜をさまよう死体 シロタビ; Hepburn: Yoru wo samayō shitai Shirotabi)                                           | 2000. december 24.  | 2005. november 12.        |
| 10 | Rémségek alagútja Degucsi naki tonneru Anamaneki (出口なきトンネル 穴まねき; Hepburn: Deguchi naki tonneru Anamaneki)                                                | 2001. január 14.    | 2005. november 13.        |
| 11 | A gonosz játékbaba Hanaszu Mary ningjó!! Kjófu no kage (話すメリー人形!! 恐怖の影; Hanaszu Meri ningjó!! Kjófu no kage; Hepburn: Hanasu Meri Ningyō!! Kyōfu no kage) | 2001. január 21.    | 2005. november 19.        |
| 12 | A halál úrnője Si vo cuge ru kangofu haha no omoi (死を告げる看護婦 母の想い; Hepburn: Shi wo tsuge ru kangofu haha no omoi)                                         | 2001. január 28.    | 2005. november 20.        |
| 13 | A szellem neve: Da Vinci Nin vo nomikomu kaiga Da Vinci (人を飲み込む絵画 ダビンチ; Nin vo nomikomu kaiga Da Bincsi; Hepburn: Nin wo nomikomu kaiga Da Binchi)       | 2001. február 4.    | 2005. november 26.        |
| 14 | A jegygyűrű titka Inocsi vo ubau sinreisasin ma no fumikiri (命を奪う心霊写真 魔の踏切; Hepburn: Inochi wo ubau shinreishashin ma no fumikiri)                       | 2001. február 11.   | 2005. november 27.        |
| 15 | Szellemidézés Akuma nómadzsinai jami no gisiki (悪魔のおまじない 闇の儀式; Hepburn: Akuma nōmajinai yami no gishiki)                                                 | 2001. február 18.   | 2005. december 3.         |
| 16 | A kísértetház Nin vo kurau danchi! Akurjou no szu (人を喰らう団地!! 悪霊の巣; Hepburn: Nin wo kurau danchi! Akuryou no su)                                           | 2001. február 25.   | 2005. december 4.         |
| 17 | A Vörös-tó titka Csi szome Mizúmi no Kjófu!! Juki no bórei (血染め湖の恐怖!! 雪の亡霊; Hepburn: Chi some Mizūmi no Kyōfu!! Yuki no bōrei)                            | 2001. március 4.    | 2005. december 10.        |
| 18 | Szellem az éterben Hószó sicu no Akane-szan!! Sisa no koe (放送室の茜さん!! 死者の声; Hepburn: Hōsō shitsu no Akane-san!! Shisha no koe)                             | 2001. március 11.   | 2005. december 11.        |
| 19 | A fej nélküli motoros Kubinasi Raider!! Sino noroi (首なしライダー!! 死の呪い; Kubinasi Raidá!! Sino noroi; Hepburn: Kubinashi Raidā!! Shino noroi)                  | 2001. augusztus 24. | 2005. december 18.*       |
| 20 | A bosszúálló szellem Szaraba Amanodzsaku Óma kórin (さらば天の邪鬼 逢魔降臨; Hepburn: Saraba Amanojaku Ōma kōrin)                                                    | 2001. március 25.   | 2005. december 17.        |

*Ez eredetileg egy extra rész, ami A bosszúálló szellem után készült el, és az első magyar vetítéskor „véletlenül” a befejező rész után került adásba. Ezután rögtön korrigálták a sorrendet.